# Jukka Rintamäki
Jukka Alarik Rintamäki, född 25 januari 1974, är en sverigefinlandssvensk kompositör och producent som är verksam i Stockholm. 
Rintamäki är basist, andrasångare och låtskrivare i bandet Silverbullit. Sedan 2004 har Rintamäki ägnat sig åt filmmusik, musik till tv-spel, teatermusik, sound design och kompositioner för modern dans.
Åren 2011-2013 gjorde Rintamäki tillsammans med Johan Skugge musiken till spelen Battlefield 3 och Battlefield 4.
Han har även komponerat musiken till Crossfire X Operation Spectre (Remedy Entertainment & Smilegate, 2022)
Under uppväxten i Vasa i Finland var han med i det finlandssvenska punkbandet Oppsprätta Schakaler.
2017 släppte han en skivan "Harpsi Shimmer".  med sitt soloprojekt The Northern East. 
Han har gjort ett fleral instrumentala  skivor som är tillgängliga på Spotify, Apple Music och anda streaming tjänster.  
2019 var han en del av konsertproduktion Kite at the Opera som spelades på Kungliga Operan i Stockholm. Han var även med och spelade live på konserten som senare även sändes av SVT: 

## Filmmusik(urval)
- 2010 – Isolerad